# Ярослав Володимирович (князь малоярославецький)
Ярослав (Афанасій) Володимирович (18 січня 1388/1389) — 16 серпня 1426) — удільний князь Малоярославецький (Борівсько-Ярославецький) у 1410—1426, син Володимира Андрійовича Хороброго, князя Серпуховського, Борівського та Углицького, і княгині Олени, дочки Великого князя Литовського Ольгерда Гедиміновича, правнук Івана Калити.

## Життєпис
Народився в Дмитрові (другим з московсько-руських князів після Всеволода Велике Гніздо).
Володимир Андрійович планував зробити Ярослава-Афанасія третім Дмитровським князем — чому, однак, не судилося здійснитися. Ярослав Володимирович отримав у вотчину від батька «Малоярославець (Ярославль борівський — місто, засноване Володимиром Андрійовичем Хоробрим та назване на честь сина) з Хотунню, Віхорну, Полянку, Ростунову слобідку та Рошневску слобідку, а з московських сіл — Сарієвське та Кірьясово з луками та млин на гирлі Мьстіца». Крім цього, він отримав у спадок половину Городця та Юр'ївця (другою половиною спільно володів брат Семен).
У 1415 від'їхав на батьківщину матері, в Литву, але в 1421 повернувся звідти в Москву.

## Родина
У 1408 одружився з Ганною, дочкою Семена Васильовича, князя Новленського, і прожив з нею 3 роки (померла в 1411). У другому шлюбі з Марією Федорівною Кошкіною-Голтяєвою, родичкою Романових.
У другому шлюбі мав трьох дітей:
- сина Василя Ярославовича, що став князем Серпухово-Боровським

і двох дочок:
- Марію, що стала дружиною великого князя московського Василя Темного,
- Олену — стала дружиною Михайла Андрійовича Верейського.

Помер восени 1426 від морової виразки, разом з братами Андрієм та Симеоном (Семеном). Похований у Архангельському соборі Московського Кремля.
У 1508 його прах перенесений в новий Архангельський собор.